# Kanurennsport-Weltmeisterschaften 1963
Die 6. Kanurennsport-Weltmeisterschaften fanden 1963 in Jajce (Jugoslawien) statt.
Es wurden Medaillen in 16 Disziplinen des Kanurennsports vergeben: vier Canadier- und neun Kajak-Wettbewerbe der Männer sowie drei Kajak-Wettbewerbe der Frauen. Bei diesen Weltmeisterschaften wurde der Vierer-Kajak-Wettbewerb der Frauen über 500 Meter eingeführt.
Die Wettbewerbe zählten gleichzeitig als Europameisterschaften.

## Ergebnisse

### Männer

#### Canadier
| Event        | Gold                                          | Zeit | Silber                                    | Zeit | Bronze                                 | Zeit |
| ------------ | --------------------------------------------- | ---- | ----------------------------------------- | ---- | -------------------------------------- | ---- |
| C-1 1000 m   | Rumänien Simion Ismailciuc                    |      | BR Deutschland Detlef Lewe                |      | DDR Albrecht Müller                    |      |
| C-1 10.000 m | Sowjetunion Michail Samotin                   |      | Rumänien Andrei Igorov                    |      | DDR Albrecht Müller                    |      |
| C-2 1000 m   | Rumänien Achim Sidorov Alexe Iacovici         |      | Sowjetunion Witali Galkow Michail Samotin |      | Ungarn Endre Gyűrű Árpád Soltész       |      |
| C-2 10.000 m | Sowjetunion Leanid Hejschtar Serhij Makarenko |      | DDR Willi Mehlberg Werner Ulrich          |      | Rumänien Lavrente Calinov Igor Lipalit |      |

#### Kajak
| Event                 | Gold                                                                     | Zeit | Silber                                                                                | Zeit | Bronze                                                                           | Zeit |
| --------------------- | ------------------------------------------------------------------------ | ---- | ------------------------------------------------------------------------------------- | ---- | -------------------------------------------------------------------------------- | ---- |
| K-1 500 m             | Rumänien Aurel Vernescu                                                  |      | Dänemark Erik Hansen                                                                  |      | Ungarn Kálmán Kovács                                                             |      |
| K-1 1000 m            | Dänemark Erik Hansen                                                     |      | Rumänien Aurel Vernescu                                                               |      | DDR Siegfried Roßberg                                                            |      |
| K-1 10.000 m          | BR Deutschland Fritz Briel                                               |      | Schweden Sven-Olov Sjödelius                                                          |      | Ungarn Mihály Hesz                                                               |      |
| K-1 4 × 500 m Staffel | Rumänien Aurel Vernescu Vasilie Nicoară Haralambie Ivanov Anton Ivanescu |      | Sowjetunion Wolodymyr Morosow Wladimir Natalucha Wjatscheslaw Winnik Ibrohim Hassanow |      | DDR Wolfgang Lange Dieter Krause Siegfried Roßberg Günter Perleberg              |      |
| K-2 500 m             | Rumänien Vasilie Nicoară Haralambie Ivanov                               |      | Rumänien Aurel Vernescu Mircea Anastasescu                                            |      | BR Deutschland Heinz Büker Holger Zander                                         |      |
| K-2 1000 m            | Rumänien Vasilie Nicoară Haralambie Ivanov                               |      | DDR Wolfgang Lange Dieter Krause                                                      |      | Sowjetunion Mykola Tschuschykow Anatoli Grischin                                 |      |
| K-2 10.000 m          | Ungarn László Fábián István Timár                                        |      | Schweden Tord Sahlén Tyrone Ferm                                                      |      | BR Deutschland Erich Suhrbier Siegfred Brzoska                                   |      |
| K-4 1000 m            | DDR Günter Perleberg Dieter Krause Siegfried Roßberg Wolfgang Lange      |      | Rumänien Nicolae Artimov Andrei Conţolenco Haralambie Ivanov Vasilie Nicoară          |      | Sowjetunion Alexander Trifonow Igor Safonow Nikolai Konnikow Wjatscheslaw Winnik |      |
| K-4 10.000 m          | Ungarn István Timár László Fábián Ottó Koltai László Ürögi               |      | DDR Günter Holzvoigt Wolfgang Finger Wolfgang Niedrig Siegwart Karbe                  |      | Ungarn György Czink János Petróczy Gábor Almási Sámuel Egri                      |      |

### Frauen

#### Kajak
| Event     | Gold                                                                            | Zeit | Silber                                                                           | Zeit | Bronze                                                                  | Zeit |
| --------- | ------------------------------------------------------------------------------- | ---- | -------------------------------------------------------------------------------- | ---- | ----------------------------------------------------------------------- | ---- |
| K-1 500 m | Sowjetunion Marija Schubina                                                     |      | Sowjetunion Ljudmila Pinajewa                                                    |      | Österreich Hanneliese Spitz                                             |      |
| K-2 500 m | BR Deutschland Roswitha Esser Annemarie Zimmermann                              |      | Sowjetunion Marija Schubina Ljudmila Pinajewa                                    |      | Sowjetunion Walentina Bizak Ljubow Sinitschkina                         |      |
| K-4 500 m | Sowjetunion Walentina Bizak Ljudmila Pinajewa Marija Schubina Antonina Seredina |      | BR Deutschland Roswitha Esser Erika Feltman Ingrid Hertmann Annemarie Zimmermann |      | DDR Marion Knobba Anita Nüßner Charlotte Siedelmann Helga Mühlberg-Ulze |      |

## Medaillenspiegel
| Rang   | Nation         | Gold | Silber | Bronze | Gesamt |
| ------ | -------------- | ---- | ------ | ------ | ------ |
| 1      | Rumänien       | 6    | 4      | 1      | 11     |
| 2      | Sowjetunion    | 4    | 4      | 3      | 11     |
| 3      | BR Deutschland | 2    | 2      | 2      | 6      |
| 4      | Ungarn         | 2    | –      | 4      | 6      |
| 5      | DDR            | 1    | 3      | 5      | 9      |
| 6      | Dänemark       | 1    | 1      | –      | 2      |
| 7      | Schweden       | –    | 2      | –      | 2      |
| 8      | Österreich     | –    | –      | 1      | 1      |
| Gesamt | Gesamt         | 16   | 16     | 16     | 48     |